# (2426) Simonov
(2426) Simonov est un astéroïde de la ceinture principale.

## Description
(2426) Simonov est un astéroïde de la ceinture principale. Il fut découvert le 26 mai 1976 à Naoutchnyï par Nikolaï Tchernykh. Il porte le nom de Konstantin Simonov. Il présente une orbite caractérisée par un demi-grand axe de 2,91 UA, une excentricité de 0,11 et une inclinaison de 8,5° par rapport à l'écliptique.

## Compléments